# Gökhan Üçoklar
Gökhan Üçoklar (Ankara, 12 marzo 1976) è un ex cestista turco.